# ГЕС Wòluōqiáo
ГЕС Wòluōqiáo (卧罗桥水电站) — гідроелектростанція у центральній частині Китаю в провінції Сичуань. Використовує ресурс із річки Wòluó, правої притоки Літанг, яка в свою чергу є правою притокою річки Ялунцзян (великий лівий доплив Янцзи).
У межах проекту річку перекрили кам'яно-накидною греблею висотою 48 метрів, довжиною 169 метрів та шириною по гребеню 7 метрів. Вона утворила водосховище з об'ємом 33,3 млн м3 (корисний об'єм 3,5 млн м3), в якому припустиме коливання рівня поверхні у операційному режимі між позначками 1982 та 1984 метри НРМ. Під час повені рівень може зростати до 1989,5 метра НРМ, а об'єм сховища збільшуватись до 43,4 млн м3.
Зі сховища через правобережний гірський масив прокладено дериваційний тунель завдовжки 6,1 км з діаметром 7 метрів. Він постачає ресурс для двох турбін потужністю по 50 МВт, які використовують напір у 89 метрів та забезпечують виробництво 456 млн кВт-год електроенергії на рік.